# Tongzi
Tongzi léase Tong-Tsi (en chino:桐梓县, pinyin: Tóngzǐ Xiàn) es un condado bajo la administración directa de la ciudad-prefectura de Zunyi en la provincia de Guizhou, República Popular China. 
Su área total es de 3200 kilómetros cuadrados, de los cuales el área construida es de 25 kilómetros cuadrados. A partir de 2015, la población total del condado de Tongzi fue de 747 000 habitantes. El condado desde la antigüedad es un área mixta multiétnica. En junio de 2014, había 18 grupos étnicos entre ellos Miao, Yi, Man, Zhuang, Bai, Yao, Shui , Buyi , Tu, Dongxiang , Blang y Han. 
En septiembre de 2018, el condado de Tonglu se retiró de los condados afectados por la pobreza.

## Administración
A partir de julio de 2014 el condado de Tongzi se divide en 25 pueblos que se administran en 2 subdistritos, 20 poblados, 2 villas y 1 villa étnica.

## Geografía
Ubicado en la parte norte de la provincia de Guizhou, en la sección central de la cordillera de Dagu, en el cinturón de las cuencas del norte de Sichuan.  El condado de Tongzi tiene más de 81 kilómetros de largo de norte a sur, con un ancho de más de 52 kilómetros de este a oeste, con un área total de más de 3200 kilómetros cuadrados. Debido al complejo sistema tectónico, se presentan sismos fuertes formando un paisaje único. El terreno del condado es alto en el noreste y bajo en el sudoeste. El condado tiene una variedad de accidentes geográficos como colinas, cuencas, entre otros.
La elevación promedio del condado es de 1100 m s. n. m., el pico más alto se encuentra a 2227 metros sobre el nivel del mar en la aldea Baizi y el punto más bajo está en el límite del río Podu con una altitud de 310 metros, con una diferencia relativa de altura de 1917 metros. El poblado Loushanguan (娄山关街道), su centro administrativo y mayor centro urbano, está a 930 m s. n. m. bañada por el río Tonglu, un afluente del Yangtsé .

## Recursos
A marzo de 2014, había 29 tipos de depósitos minerales en el condado, incluido 1 depósito grande, 7 depósitos medianos y depósitos multipropósito. Entre ellas, las reservas de carbón son de 4772 millones de toneladas, es un condado clave productor de carbón en China. La caliza está ampliamente distribuida y tiene abundantes reservas. La calidad de la piedra caliza en muchas áreas es relativamente alta, alcanzando el estándar de primer grado. El mineral de potasio está ampliamente distribuido. También hay recursos minerales como siderita, talco, caolín, dolomita ,cuarzo, mármol, calcita, yeso, hematita, mineral de plomo, zinc y bauxita.